# Jezioro Mogileńskie
Jezioro Mogileńskie – jezioro w Polsce, położone w województwie kujawsko-pomorskim, w powiecie mogileńskim, w granicach administracyjnych Mogilna i gminy Mogilno.

## Charakterystyka
Według regionalizacji fizycznogeograficznej Polski jezioro znajduje się na obszarze Pojezierza Żnińsko-Mogileńskiego.
Akwen zasila rzeka Panna. Od północy jezioro jest połączone z Jeziorem Wiecanowskim. Mniej więcej w połowie długości jezioro jest przecięte w poprzek wiaduktem, po którym biegnie nieeksploatowana obecnie linia kolejowa nr 239 Mogilno – Orchowo.

## Dane morfometryczne
Powierzchnia zwierciadła wody według różnych źródeł wynosi od 72,5 do 77,0 ha.
Zwierciadło wody położone jest na wysokości 88,6 lub 89,9 m n.p.m. Średnia głębokość jeziora wynosi 3,2 lub 3,6 m, natomiast głębokość maksymalna 6,8 m.
W oparciu o badania przeprowadzone w 2003 roku wody jeziora zaliczono do wód pozaklasowych i poza kategorią podatności na degradację.
W latach 1993 i 1994 i 1995 wody jeziora również zaliczono do wód pozaklasowych, natomiast w roku 1973 wody jeziora zaliczono do III klasy czystości.
Od początku lat 90. XX wieku prowadzone są na jeziorze prace rekultywacyjne, jest ono także napowietrzane. Mimo to jego wody niezmiennie klasyfikowane są jako pozaklasowe, ze względu na zanieczyszczenie ściekami komunalnymi i przemysłowymi z Mogilna i okolicznych wsi.